# Rysslands autonoma distrikt
Ryssland har ett antal autonoma distrikt eller okrug, och dessa har ett visst självstyre. Distrikten räknas som självständiga federationssubjekt, men ingår ofta i en delrepublik eller en oblast och jämställs storleksmässigt med ett distrikt, eller andra administrativa enheter på nivå 3. Ryssland har sedan 2008 fyra autonoma okruger, sedan ett par stycken upplösts efter folkomröstningar.
1. Tjuktjien
2. Chantien-Mansien
3. Nentsien
4. Jamalien (Jamalo-Nentsien)